# Добротворский, Николай Фёдорович
Николай Фёдорович Добротворский (1853, Оханск — после 1917) — купец, депутат Государственной думы I созыва от Пермской губернии.

## Биография
Из купеческой старообрядческой семьи. Отец — потомственный почётный гражданин Оханска. Получил начальное образование, окончив духовное училище. Занимался торговлей, владел недвижимостью. Долгое время работал в органах городского самоуправления г. Оханска, а в 1900—1906 был городским головой. Потомственный почётный гражданин города Оханска. Противник равноправия евреев. 
15 апреля 1906 избран в Государственную думу I созыва от общего состава выборщиков Пермского губернского избирательного собрания. На Государственную Думу смотрел как на Земский собор, признавая за ней только законо-совещательные функции. Волю монарха считал высшим законом для подданных, был противником бюрократического правления. Опасался, что конституционный строй может расщепить
и ослабить Россию, для которой, как он считал, был характерен иной путь государственного
строительства, чем на Западе. В Думе не примкнул ни к одной из фракций. Был избран в думскую финансовую комиссию. С парламентской трибуны выступал семь раз. Чаще всего в прениях по аграрному вопросу, в частности, по вопросу о передаче в Аграрную комиссию проекта «33-х», о проверке выборов членов Государственной думы I созыва по Тамбовской губернии.
После роспуска Думы вернулся в Оханск, где продолжил деятельность в городском самоуправлении и занялся практикой частного поверенного.
В 1912 году — выборщик на губернском избирательном собрании, был включён в список пермских националистов.
В 1915—1917 годы снова был оханским городским головой.
Умер в возрасте 70 лет до 1921 г.

Н. Ф. Добротворский идёт на заседание Думы в Таврический дворец
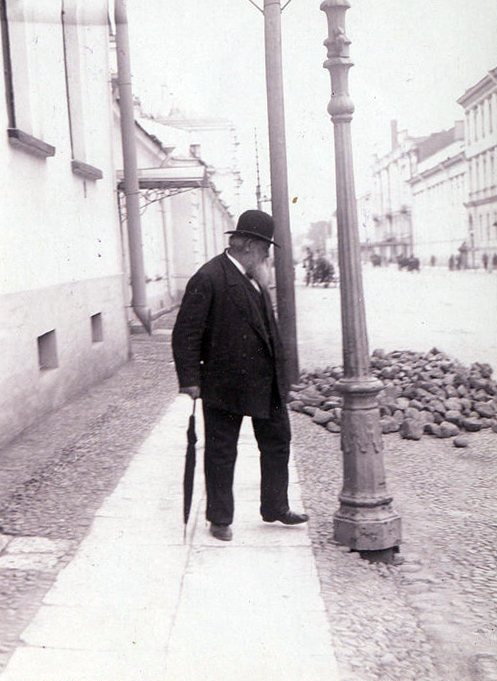
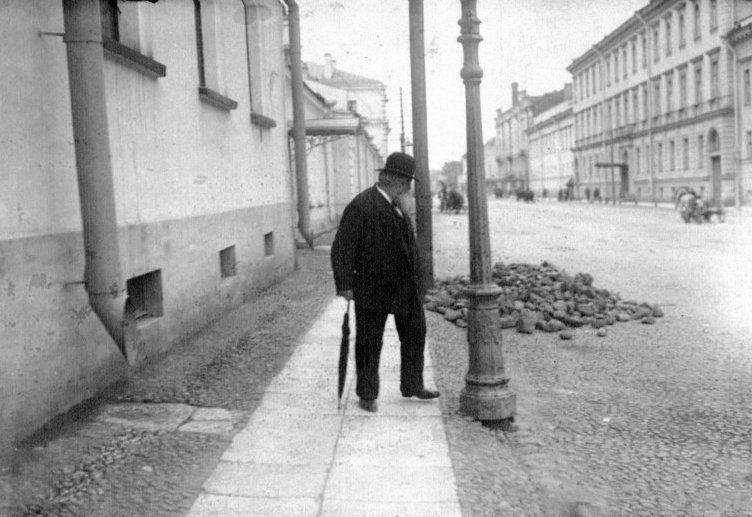
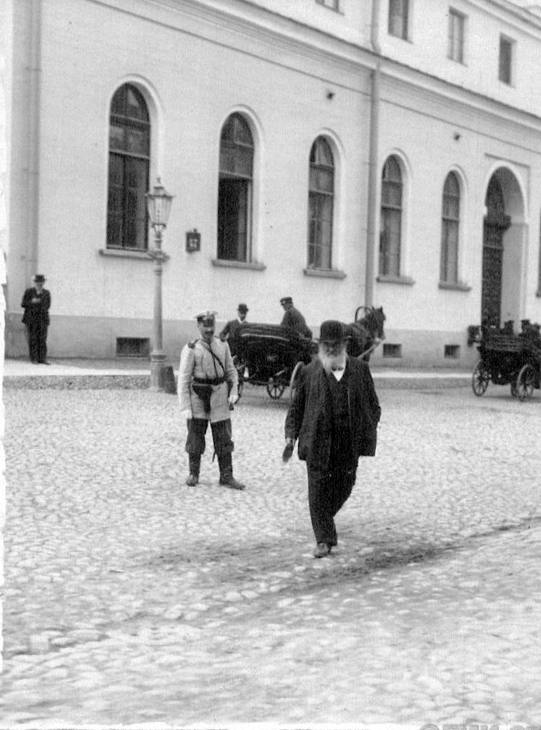

## Семья
- Жена — Елизавета Алексеевна, урождённая ? (?—1921). Детей не было.[источник не указан 757 дней]